# Амониев хидрогенкарбонат
Амониев хидрогенкарбонат, амониев бикарбонат, кисел амониев карбонат (NH4HCO3); в бита се нарича амонячна сода. Има свойство да се разлага при нагряване с отделяне на голям обем газообразни вещества (CO2 и NH3).

## Употреба
Използва се в сладкарството, а също и като противопожарно средство за пропиване на дървесина.
В Китай се употребява като евтин азотен тор, но приложението му е ограничено за сметка на карбамида поради сравнително ниското му качество и липсата на химическа стабилност.

## Химически свойства
При нагряване амониевият хидрогенкарбонат се разлага до въглероден диоксид, амоняк и вода:
NH4HCO3 → NH3 + CO2 + H2O
При взаимодействие с киселини реагира с отделяне на CO2:
NH4</ + HCl → NH4Cl + CO2 + H2O
Реагира също със сулфати на алкалоземни метали, като утаява карбонатите им:
CaSO4 + 2 NH4HCO3 → CaCO3 + (NH4)2SO4 + CO2 + H2O